# Mattino in una pineta
Mattino in una pineta (Утро в сосновом лесу) è un dipinto a olio su tela  dei pittori russi Ivan Ivanovič Šiškin e Konstantin Apollonovič Savickij databile al 1889. Il dipinto è attualmente conservato alla Galleria Tret'jakov, a Mosca.

## Storia
Šiškin e Savickij andarono nella natura e la mattinata in pineta colpì a tal punto gli artisti, che ritenettero impossibile non immortalarla su tela. Per cercare un prototipo, si recarono sull'isola di Gordomlja, sul lago Seliger. L'idea del dipinto è stata suggerita al pittore Šiškin dall'artista Konstantin Savickij, che ha agito come coautore e ha raffigurato le figure di orsi. Gli animali di Savickij sono realizzati così bene che ha firmato il dipinto insieme a Šiškin. Ma quando Pavel Michajlovič Tret'jakov acquistò il dipinto, rimosse la firma di Savickij e la paternità è rimasta solo a Šiškin. Secondo il collezionista, tutto nel quadro, “partendo dall'idea e finendo con l'esecuzione, tutto parla del modo di dipingere, del metodo creativo peculiare di Šiškin”.

## Descrizione
La tela raffigura una pineta con un albero spezzato sull'orlo di un burrone. Le radici degli alberi sradicati e i rami rotti sono ricoperti di muschio. I raggi del sole nascente illuminano le cime dei pini e la nebbia mattutina. I soggetti sono i cuccioli di orso sul tronco spezzato, e la loro madre che fa loro la guardia. Uno dei cuccioli, dopo essersi arrampicato sul tronco più vicino al burrone, si è alzato sulle zampe posteriori.

## Cultura popolare

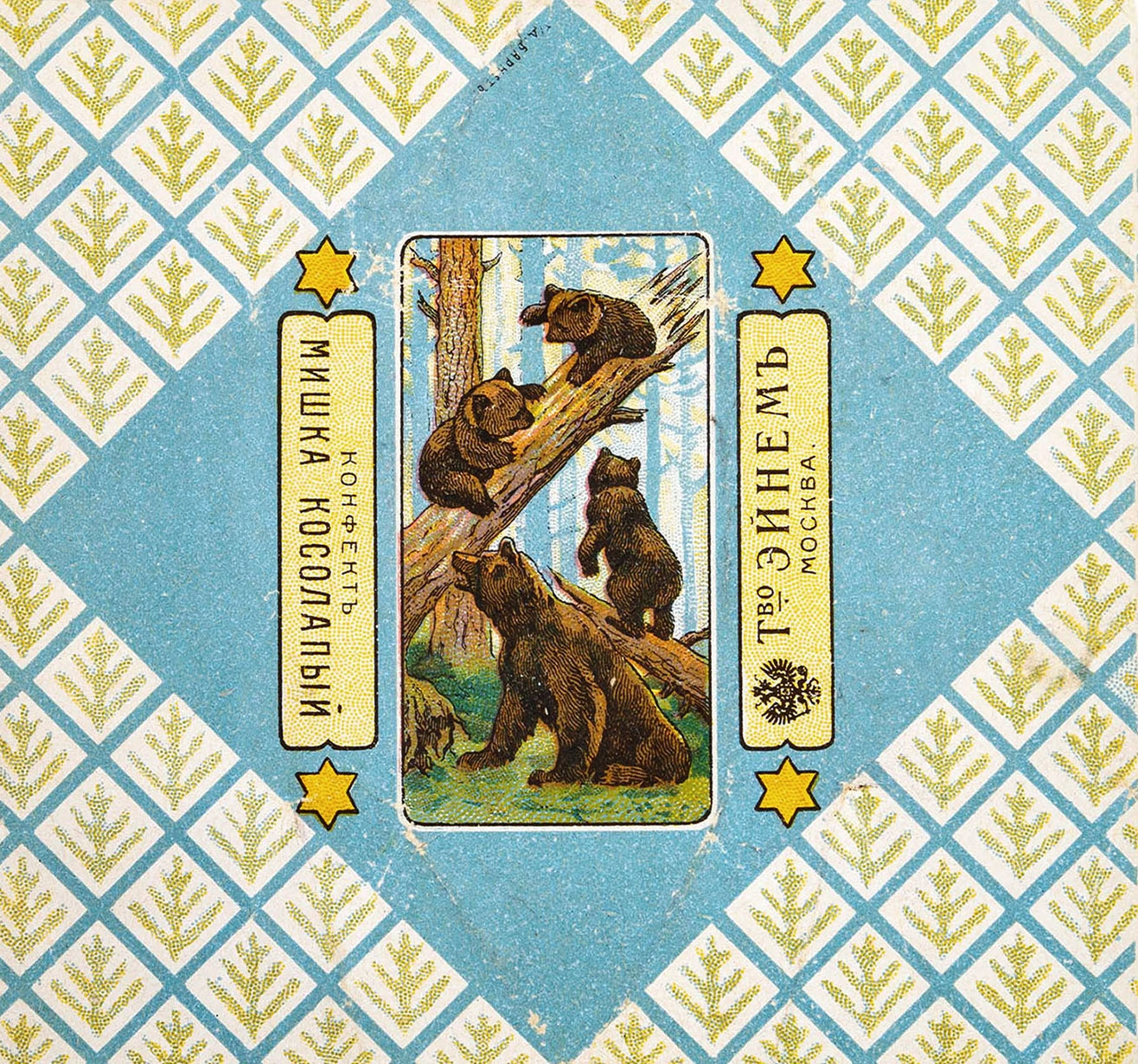
L'immagine degli orsetti sulla carta che avvolge i cioccolatini.

Una marca di cioccolato russa chiamata "Miška kosolapyj" (in russo Мишка косолапый?, "Orso goffo") , ha inserito sulla confezione del cioccolato il quadro di Šiškin.
In un episodio della serie animata "Masha e Orso", Orso, uno dei protagonisti, dipinge un quadro uguale a "mattino in una pineta", usando se stesso come soggetto.